# Batalha de Stony Point

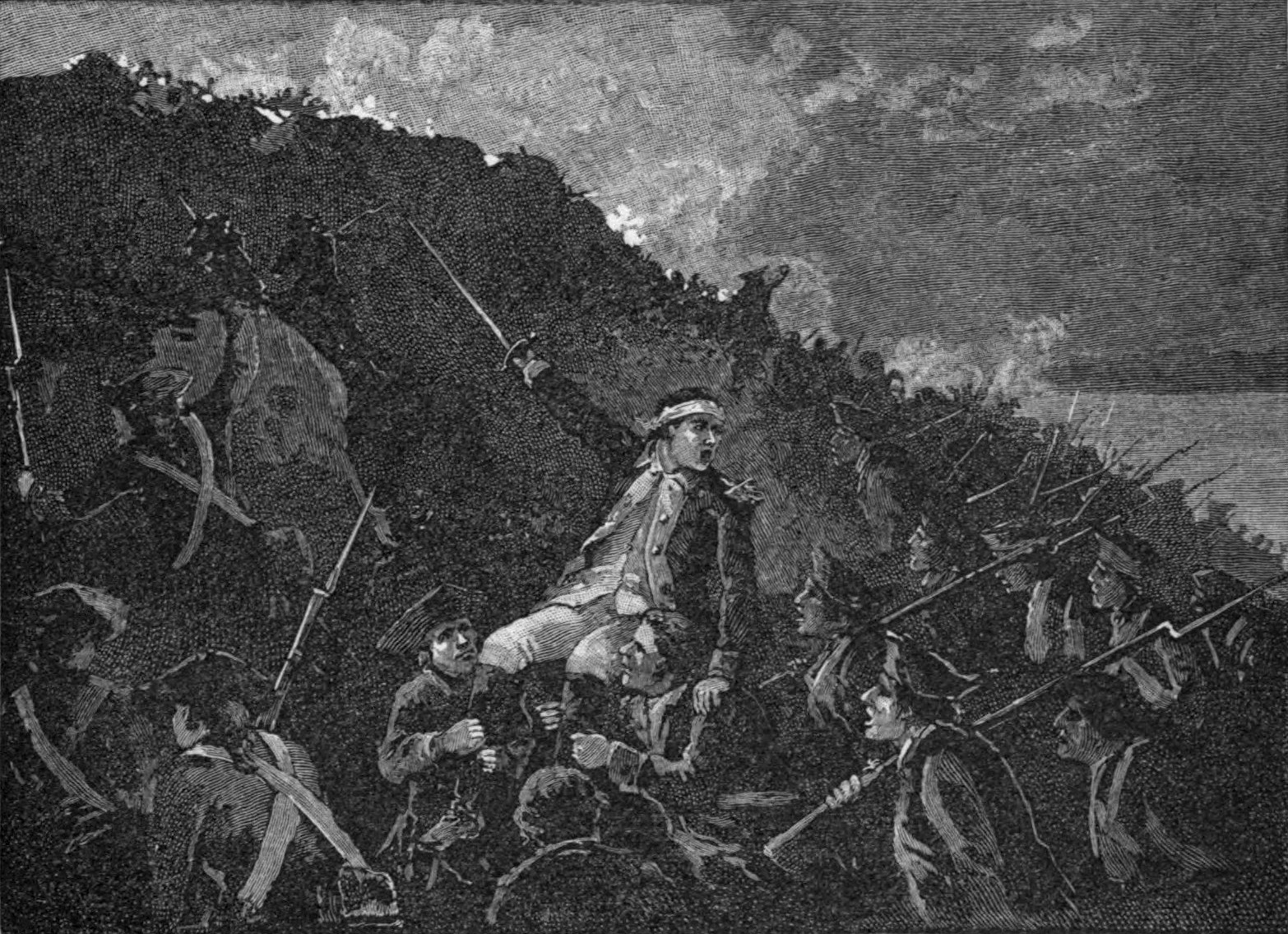
Uma representação do general Anthony Wayne liderando as tropas na Batalha de Stony Point, 16 de julho de 1779.

A Batalha de Stony Point ocorreu em 16 de julho de 1779, durante a Guerra Revolucionária Americana. Em um ataque noturno bem planejado e executado, um grupo seleto altamente treinado de tropas do Exército Continental de George Washington sob o comando do Brigadeiro General "Mad Anthony" Wayne derrotou as tropas britânicas em um ataque rápido e ousado em seu posto avançado em Stony Point, Nova York, aproximadamente 30 milhas (48 km) ao norte da cidade de Nova York.
Os britânicos sofreram pesadas perdas em uma batalha que serviu como uma importante vitória em termos de moral para o Exército Continental. Enquanto o forte foi evacuado rapidamente após a batalha pelo general Washington, este local de passagem chave foi usado mais tarde na guerra por unidades do Exército Continental para cruzar o rio Hudson em seu caminho para a vitória sobre os britânicos.